# タンポポ (フォークデュオ)
タンポポ は、1970年代後半に活動した熊本県出身の姉妹フォークデュオである。

## メンバー
- 宮村保志子（みやむら ほしこ、1954年6月15日[1] - ）
- 宮村三代（みやむら みつよ、1956年1月25日[1] - ）

## 来歴
1975年7月25日発売の「嵯峨野さやさや」（伊藤アキラ・作詞、小林亜星・作曲、萩田光雄・編曲、京都レコード・発売）は株式会社愛染蔵（愛ZECRA）のCMソングとして使われた。ほかにはイーグルスのカバー「ホテル・カリフォルニア」（なかにし礼の日本語詞）が有名である。日本情緒あふれる歌が得意で、さわやかなハーモニーを特徴とする。
デュオ名は、タンポポの花が生命力の強い花であることから、末永く活動してほしいという願いを込めて京都レコード社長が命名した。のちには名前に柔らかさを出すために平仮名の「たんぽぽ」とし、宮村保志子が「宮村星子」としてソロで歌うこともあった。1981年引退。
非公式ファンサイト「たんぽぽと小さな波紋のページ」にタンポポ本人らが情報提供し、マスコミにもとりあげられるなどしたが、トラブルがあり2004年4月に閉鎖した。（2008年頃再開したが、2018年現在トップページに曲目リストのみ掲載し更新は停止している。「たんぽぽと小さな波紋のページ」を参照）

## 音楽

### シングル
| #              | 発売日          | A/B面         | タイトル                     | 作詞           | 作曲                     | 編曲          | 規格品番      |
| タンポポ 名義  | タンポポ 名義   | タンポポ 名義 | タンポポ 名義                | タンポポ 名義  | タンポポ 名義            | タンポポ 名義 | タンポポ 名義 |
| 京都レコード   | 京都レコード    | 京都レコード  | 京都レコード                 | 京都レコード   | 京都レコード             | 京都レコード  | 京都レコード  |
| -------------- | --------------- | ------------- | ---------------------------- | -------------- | ------------------------ | ------------- | ------------- |
| 1              | 1975年 7月25日  | A面           | 嵯峨野さやさや               | 伊藤アキラ     | 小林亜星                 | 萩田光雄      | L-1256E       |
| 1              | 1975年 7月25日  | B面           | 青春時代                     | 大場弘一       | 大場弘一                 | 萩田光雄      | L-1256E       |
| 2              | 1976年 3月25日  | A面           | 恋はきままなエンジェル       | 伊藤アキラ     | 小林亜星                 | 萩田光雄      | L-1302E       |
| 2              | 1976年 3月25日  | B面           | ひとつぶの涙                 | 伊藤アキラ     | 小林亜星                 | 萩田光雄      | L-1302E       |
| 3              | 1976年 7月25日  | A面           | 近江の子守唄                 | 浅田知司       | 堀口裕                   | 萩田光雄      | L-18E         |
| 3              | 1976年 7月25日  | B面           | 髪結い                       | 河島英五       | 河島英五                 | 中川昌        | L-18E         |
| 4              | 1976年 11月25日 | A面           | 縦縞のシャツを着て           | 小椋佳         | 小椋佳                   | 萩田光雄      | L-55E         |
| 4              | 1976年 11月25日 | B面           | コーヒーカップが割れるように | 上田彰         | ヨモ・ヨシロー           | 中川昌        | L-55E         |
| 5              | 1977年 7月25日  | A面           | 過ぎし日の想い出             | 片桐和子       | P.Yarrow                 | 福井峻        | L-157E        |
| 5              | 1977年 7月25日  | B面           | ホテル・カリフォルニア       | なかにし礼     | D.Felder D.Henley G.Frey | 福井峻        | L-157E        |
| たんぽぽ 名義  |                 |               |                              |                |                          |               |               |
| 京都レコード   |                 |               |                              |                |                          |               |               |
| 6              | 1978年 1月25日  | A面           | 白い時計台                   | 河島英五       | 河島英五                 | 萩田光雄      | L-196E        |
| 6              | 1978年 1月25日  | B面           | 星影の散歩道                 | 片桐和子       | P.McCann                 | 福井峻        | L-196E        |
| 7              | 1978年 6月25日  | A面           | 微笑                         | 山口洋子       | 梅垣達志                 | 梅垣達志      | L-226E        |
| 7              | 1978年 6月25日  | B面           | 夏よお前は                   | 麻生ひろし     | 井上かつお               | 福井峻        | L-226E        |
| 8              | 1978年 8月25日  | A面           | 想い出畑                     | 花環敬子       | 花環敬子                 | 若草恵        | L-229E        |
| 8              | 1978年 8月25日  | B面           | あさがお                     | 神山魁三       | 小林亜星                 | 高田弘        | L-229E        |
| 平安京レコード |                 |               |                              |                |                          |               |               |
| 9              | 1979年 4月20日  | A面           | ひとり歩き                   | さがらよしあき | 小林亜星                 | 小六禮次郎    | ETP-10564     |
| 9              | 1979年 4月20日  | B面           | 私の心はダーク・ブルー       | 宮村三代       | 宮村三代                 | 鷺巣詩郎      | ETP-10564     |
| 10             | 1980年 2月5日   | A面           | スプリング・ハズ・カム       | 竜真知子       | 宮本光雄                 | 中川昌        | ETP-10651     |
| 10             | 1980年 2月5日   | B面           | 嵯峨野さやさや               | 伊藤アキラ     | 小林亜星                 | 萩田光雄      | ETP-10651     |
| 11             | 1980年 8月20日  | A面           | 翔べなくて                   | 板橋幸         | 小林亜星                 | 小六禮次郎    | ETP-17042     |
| 11             | 1980年 8月20日  | B面           | 薄幸色                       | 伊藤誠         | 伊藤誠                   | 中川昌        | ETP-17042     |
| 12             | 1981年 3月5日   | A面           | 初恋少女                     | 花電四郎       | 桜井順                   | 馬飼野康二    | ETP-17129     |
| 12             | 1981年 3月5日   | B面           | 四季大和路                   | 浜名康之       | 浜名康之                 | 中川昌        | ETP-17129     |
| 13             | 1981年 5月21日  | A面           | おとこ星★おんな星            | 水木ひろし     | 桜井順                   | 馬飼野康二    | ETP-17163     |
| 13             | 1981年 5月21日  | B面           | 潮風のデッキから             | 竜真知子       | 宮本光雄                 | 中川昌        | ETP-17163     |

### アルバム

#### ベスト・アルバム
- たんぽぽ セルフ・セレクション（2008年8月5日／DQCL-62）

### タイアップ曲
| 年     | 楽曲              | タイアップ                                       |
| ------ | ----------------- | ------------------------------------------------ |
| 1975年 | 嵯峨野さやさや    | 愛ZECRA・CMソング                                |
| 1978年 | 微笑              | TBS系テレビドラマ「微笑」主題歌                  |
| 1978年 | あさがお          | テレビ朝日系「世界のお母さん」主題歌             |
| 1979年 | ひとり歩き        | テレビ朝日系テレビドラマ「続・おくどはん」主題歌 |
| 1981年 | 初恋少女          | フルーツカルピス・CMソング                       |
| 1981年 | おとこ星★おんな星 | フルーツカルピス・CMソング                       |